# 斯奈山冰盖
斯奈山冰盖是冰岛西部的一座70万年久由冰川覆盖的复式火山，位于斯奈山半岛的西端。峰顶海拔为1,446米。有时从法赫萨湾对岸120公里远处的雷克雅未克能看到这座火山。
其实该火山的真正名字为斯奈山（Snæfell），但为了区别于冰岛的其他两座同名山峰，这座山峰通常称为斯奈山冰盖。
该山峰为冰岛著名地点之一，部分原因是法国科幻作家儒勒·凡尔纳的《地心游记》一书中，将斯奈山冰盖描述为通往地心的入口。现今该火山包括在斯奈山冰盖国家公园（Þjóðgarðurinn Snæfellsjökull)）之内。
2012年8月峰顶上的冰川在有历史记载以来第一次全部消融。

## 攀登
夏季时可以很容易地爬山至峰顶之下的冰盖外围，但必须注意不能践踏冰隙。在夏季时有几个导游公司会安排带有导游的爬山行程。到达真正的顶峰则需要攀登冰山的技术。

## 图集

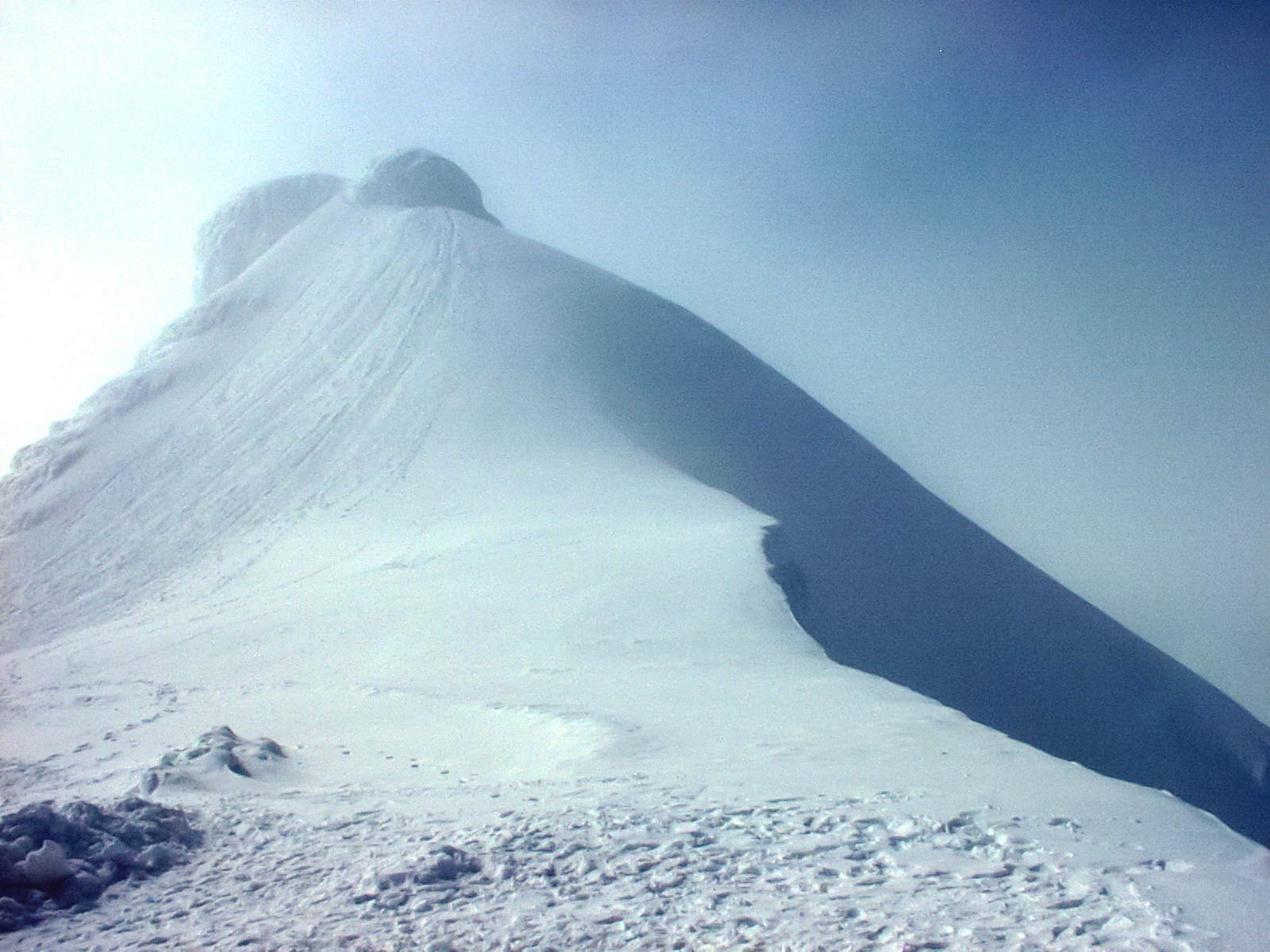
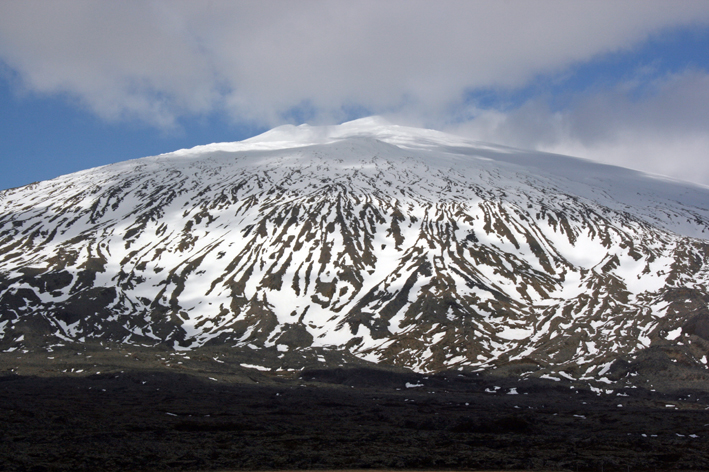
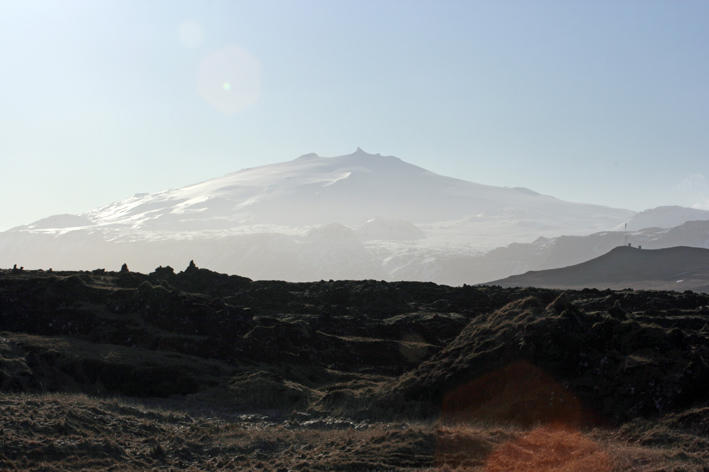